# Львівська гімназія Євшан
Львівська гімназія «Євшан» – загальноосвітній навчальний заклад для здібних дітей.

## Мета
Мета діяльності гімназії – створення сприятливих умов для максимального розкриття учнем власної індивідуальності, закладених природою здібностей, нахилів та талантів, здобуття цілісної системи знань і уявлень про світ, формування національної свідомості, виявлення й підтримки найбільш обдарованих дітей для подальшого здобуття освіти у вищих навчальних закладах і творчої праці в різних сферах наукової та практичної діяльності.

## Історія
Навчальний заклад СШ 79 був відкритий 1968
Першим директором школи був Андрій Михайлович Трасковський, за фахом учитель географії. Як прекрасний керівник-організатор, Андрій Михайлович залучав до роботи в школі кращих педагогів. Це насамперед були вчителі початкових класів: Іванчук Дарія Теодозівна, Ільчук Надія Іванівна, Пак-Тарасович Стефанія Іванівна, Пастернак Катерина Василівна, Дзендзелюк Віра Филимонівна, Богуцька Ярослава Михайлівна.

## Навчальний процес
З 1(5) класу запроваджено вивчення двох іноземних мов – англійської та німецької.
З 4(8) класу здійснюється профільне навчання за двома напрямками: математика та економіка, економіка та правознавство.

## Учнівське самоврядування
Важливим фактором навчально-виховної роботи є учнівське самоврядування – учнівський парламент гімназії (УПГ).
УПГ має двоступеневу структуру. Керівним органом УПГ є учнівська конференція, а в період між конференціями керівним органом є учнівський парламент гімназії (УПГ). Учнівський парламент є демократичним і дозволяє ініціативним людям спробувати вплинути на наше шкільне життя.   